# Lego Star Wars: The Quest for R2-D2
«Lego Star Wars: The Quest for R2-D2» — англомовний короткометражний комедійний фільм, що не канонічно розповідає про події в вигаданому всесвіті «Зоряних війн». Створений 2009 року режисером Педером Педерсенем на студії «M2Film» для «LEGO» і «Cartoon Network» у співробітництві з «Lucasfilm».

## Створення
Фільм було створено в продовження аналогічного фільму 2008 року «Lego Indiana Jones and the Raiders of the Lost Brick» і представлено на «Cartoon Network» 27 серпня 2009 року з нагоди відзначення 10-річчя проекту LEGO Star Wars.
Над фільмом працювали:
- режисер — Педер Педерсен;
- продюсери: Оле Холм Кристенсен, Торстен Якобсен;
- автори: Майкл Пратт, Кейт Мелоун, Джен МакКормак, Даніель Ліпковіц, Оле Холм Кристенсен, Педер Педерсен;
- музика: Ентоні Л'єдо, Джон Вільямс;
- редактор: Томас Дж. Міккельсен.

Сюжет розвивається навколо персонажів фільму та серіалу «Зоряні війни. Війна клонів».

## Цікаві факти
Сюжет фільму має посилання на:
- 6 епізод «Втрата дроїда» І сезону серіалу «Зоряні війни. Війна клонів»;
- фільми оригінальної трилогії «Зоряні війни. Епізод VI. Повернення джедая», «Зоряні війни. Епізод IV. Нова надія», «Зоряні війни. Епізод V. Імперія завдає удару у відповідь»;
- Індіану Джонса;
- перший фільм Джорджа Лукаса «THX 1138».